# エピシリン
エピシリン（英：Epicillin、INN）はペニシリン系抗生物質である。米国での使用はFDAによって承認されていない。
エピシリンはアミノペニシリンの一つである。

## References
1. ↑  “Studies on aminopenicillin developments. Proceedings of a symposium. Concluding remarks”. Infection 7 (Suppl 5):  S507-512. (1979). doi:10.1007/bf01659785. PMID 389828.
2. ↑  “[Aminopenicillin: when, how, what kind?]” (ドイツ語). Schweizerische Medizinische Wochenschrift 111 (18):  641–5. (May 1981). PMID 7244588.